# Claude Vaselli
Claude Vaselli est un auteur de jeux de société français né en 1962.

## Ludographie

### AvecRoberto Fraga
- Elementals, 2005, Adlung Spiele
- Funny Fishing, 2006 Drei Magier

## ternes
- Les jeux de Claude Vaselli sur L'Escale à jeux
- (en) Les jeux de Claude Vaselli sur Luding